# Carly Gullickson
Carly Gullickson (Cincinnati, 26 november 1986) is een voormalig tennisspeelster uit de Verenigde Staten van Amerika. Zij begon op achtjarige leeftijd met het spelen van tennis. Zij speelt rechtshandig en heeft een tweehandige backhand.
In 2001 speelde zij haar eerste ITF-toernooi in Stone Mountain (VS). In het enkelspel won zij twee ITF-titels. Haar beste resultaat op de WTA-toernooien is het bereiken van de kwartfinale op het toernooi van Memphis in 2003.
Gullickson behaalde in het dubbelspel betere resultaten dan in het enkelspel. Naast achttien ITF-titels won zij twee WTA-titels in Québec, in 2004 samen met María Emilia Salerni (Argentinië) en in 2006 samen met Laura Granville (VS). Haar hoogste notering op de WTA-ranglijst is de 52e plaats, die zij bereikte in april 2006.
Haar beste resultaat in het vrouwendubbelspel op de grandslamtoernooien is het bereiken van de derde ronde, eenmaal op het US Open van 2008 (samen met Julie Ditty) en nog eens op het US Open van 2009 (samen met Alexa Glatch).
In 2009 won zij, samen met landgenoot Travis Parrott, de US Open-titel in het gemengd dubbelspel. Hun tegenstanders waren Cara Black en Leander Paes, die als tweede geplaatst waren, terwijl zij zelf ongeplaatst waren. Zij wonnen in twee sets met 6-2 en 6-4.
Zij was actief in het proftennis van 2003 tot en met 2012.

## Posities op deWTA-ranglijst
Positie per einde seizoen:
| jaartal | ranking enkelspel | ranking dubbelspel |
| ------- | ----------------- | ------------------ |
| 2002    | 718               | –                  |
| 2003    | 227               | –                  |
| 2004    | 398               | 145                |
| 2005    | 199               | 88                 |
| 2006    | 202               | 61                 |
| 2007    | 413               | 234                |
| 2008    | 155               | 87                 |
| 2009    | 169               | 74                 |
| 2010    | 352               | 85                 |
| 2011    | –                 | 540                |
| 2012    | –                 | 700                |

## Palmares
| Legenda                | Legenda                  |
| ---------------------- | ------------------------ |
| Grandslamtoernooi      |                          |
| Olympische Spelen      |                          |
| Year-End Championships |                          |
| tot 2009               | 2009 – 2020 / vanaf 2021 |
| Tier I                 | Premier Mandatory        |
| Tier II                | Premier Five / WTA 1000  |
| Tier III               | Premier / WTA 500        |
| Tier IV & V            | International / WTA 250  |
|                        | Challenger / WTA 125     |

### WTA-finaleplaatsen enkelspel
geen

### WTA-finaleplaatsen dubbelspel
| nr.                                 | finaledatum | toernooi   | ondergrond | partner              | tegenstandsters              | score    |         |
| ----------------------------------- | ----------- | ---------- | ---------- | -------------------- | ---------------------------- | -------- | ------- |
| Gewonnen finales vrouwendubbelspel  |             |            |            |                      |                              |          |         |
| 1.                                  | 2004-11-07  | WTA Québec | tapijt (i) | María Emilia Salerni | Els Callens Samantha Stosur  | 7-5, 7-5 | details |
| 2.                                  | 2006-11-05  | WTA Québec | tapijt (i) | Laura Granville      | Jill Craybas Alina Zjidkova  | 6-3, 6-4 | details |
| Verloren finales vrouwendubbelspel  |             |            |            |                      |                              |          |         |
| 1.                                  | 2009-09-27  | WTA Seoel  | hardcourt  | Nicole Kriz          | Chan Yung-jan Abigail Spears | 3-6, 4-6 | details |
| Gewonnen finales gemengd dubbelspel |             |            |            |                      |                              |          |         |
| 1.                                  | 2009-09-13  | US Open    | hardcourt  | Travis Parrott       | Cara Black Leander Paes      | 6-2, 6-4 | details |

## Prestatietabel grandslamtoernooien
| Legenda | Legenda                          |
| ------- | -------------------------------- |
| g.t.    | geen toernooi gehouden           |
| l.c.    | lagere categorie                 |
| –       | niet deelgenomen                 |
| G       | uitgeschakeld in de groepsfase   |
| 1R      | uitgeschakeld in de eerste ronde |
| 2R      | uitgeschakeld in de tweede ronde |
| 3R      | uitgeschakeld in de derde ronde  |
| 4R      | uitgeschakeld in de vierde ronde |
| KF      | uitgeschakeld in de kwartfinale  |
| HF      | uitgeschakeld in de halve finale |
| F       | de finale verloren               |
| W       | het toernooi gewonnen            |
| w-v     | winst/verlies-balans             |

### Enkelspel
| Australian Open | –  | –  | –  |
| Roland Garros   | –  | –  | 1R |
| Wimbledon       | 1R | –  | –  |
| US Open         | 1R | 1R | 1R |

### Vrouwendubbelspel
| Toernooi        | 2003 |    | 2005 | 2006 | 2007 | 2008 | 2009 | 2010 | 2011 |
| --------------- | ---- | -- | ---- | ---- | ---- | ---- | ---- | ---- | ---- |
| Australian Open | –    | –  | –    | 1R   | –    | 1R   | 2R   | 1R   |      |
| Roland Garros   | –    | –  | 1R   | –    | –    | 2R   | 1R   | –    |      |
| Wimbledon       | –    | –  | 2R   | –    | 2R   | 1R   | –    | –    |      |
| US Open         | 2R   | 1R | 2R   | –    | 3R   | 3R   | 2R   | –    |      |

### Gemengd dubbelspel
| Toernooi        | 2009 | 2010 |
| --------------- | ---- | ---- |
| Australian Open | –    | 1R   |
| Roland Garros   | –    | –    |
| Wimbledon       | –    | –    |
| US Open         | W    | 1R   |